# Dobrosołowo
Dobrosołowo – wieś w Polsce położona w województwie wielkopolskim, w powiecie konińskim, w gminie Kazimierz Biskupi. Miejsce bitwy powstania styczniowego.
W latach 1954–1971 wieś należała i była siedzibą władz gromady Dobrosołowo, po jej zniesieniu w gromadzie Kazimierz Biskupi. W latach 1975–1998 miejscowość administracyjnie należała do województwa konińskiego.

## Historia
Już pod rokiem 1136 w Kodeksie Dyplomatycznym Wielkopolski występuje kilku kmieci arcybiskupich czy kapitulnych o pokrewnych nazwiskach do nazwy wsi jak: Dobromysł, Dobroń czy Dobroś, choć niewiadomego pochodzenia. Wieś Dobrosołowo wzmiankowana była również w owym Kodeksie pod rokiem 1293, kiedy to właściciel wsi Neceslaus zezwolił na jej lokację na prawie niemieckim, którą miał przeprowadzić niejaki Henryk. Ten ostatni i jego spadkobiercy mieli pełnić funkcję sołtysa.
Wieś Dobrosołowo była wsią szlachecką, siedzibą rodziny Dobrosołowskich herbu Poraj, którzy uposażyli istniejący tam kościół pod wezwaniem św. Jakuba Apostoła. Jeden z członków rodu, niejaki Stanisław, studiował na uniwersytecie krakowskim w 1482. Inny, również Stanisław, był dworzaninem królewskim w pierwszej połowie XVI wieku.
W drugiej połowie wieku XVI, trzech braci: Gabriel, Stanisław i Marcin osiedlili się na Rusi Czerwonej. Marcin Dobrosołowski najbardziej wsławił się podczas wojny z Moskwą w 1562 roku. Spustoszył między innymi Siewierszczyznę, zdobył miasto Poczep i wziął w niewolę posłów moskiewskich jadących do chana tatarskiego. Najął się potem do służby hospodara wołowskiego, Bohdana. Bronił Chocimia w 1572 przed Turkami. Jeden z ostatnich przedstawicieli rodu walczył w randze pułkownika wojsk królewskich w chorągwi jazdy w bitwach pod Koniecpolem i Odolanowem.
Od XVI wieku Dobrosołowo zaczęło tracić swoich odwiecznych właścicieli, jakimi byli Dobrosołowscy. W kolejnych wiekach Dobrosołowo często przechodziło z rąk do rąk. Ostatni członkowie rodu Dobrosołowskich zmarli pod koniec XVIII lub w XIX wieku.
W roku 1863 miała tu miejsce bitwa pod Dobrosołowem podczas powstania styczniowego.
Podczas okupacji niemieckiej nazwa miejscowości została zmieniona na Doberslau. Niemcy podczas II wojny światowej ograbili oraz zamknęli miejscowy kościół. Proboszcza parafii Dobrosołowo - ks. Stefana Goszczyńskiego, osadzili w Dachau, gdzie zmarł w 1942 roku.
W 1942 roku zbrodniarz wojenny i komendant posterunku żandarmerii niemieckiej w Kazimierzu Biskupim - Heinrich Weidemann, pod zarzutem ukrywania zbiega, zamordował we wsi Władysława Sobczaka z Dobrosołowa.
13 stycznia 1943 roku w Dobrosołowie utworzono szkołę dla polskich dzieci, w której uczyła Niemka - F. Lanz. Szkoła przygotowywała Polaków do pracy fizycznej na rzecz III Rzeszy.
W samym Dobrosołowie okupanci osiedlili podczas wojny 22 Niemców. Z kolei na roboty przymusowe wywieźli 40 osób.
W PRL-u znajdował się we wsi skromny głaz pamiątkowy poświęcony kapitanowi Korpusu Bezpieczeństwa Wewnętrznego - Borysowi Lisowskiemu, który zginął w Dobrosołowie w 1946 roku w walce z partyzantem antykomunistycznym.
W 1973 roku we wsi utworzono Zakład Usług Mechanizacyjnych.
W październiku 2023 roku utworzono w Dobrosołowie Miejsce Pamięci, które upamiętnia dzieje wsi i parafii Dobrosołowo oraz życie niektórych osób związanych z Dobrosołowem, m.in. doktora Jana Nepomucena Godlewskiego.

### Parafia św. Jakuba Apostoła w Dobrosołowie
Drewniany kościół parafialny erygowano w roku 1540, choć akta konsystorza gnieźnieńskiego wspominają o kościele parafialnym jako od dawna tam istniejącym pod rokiem 1465, przyznając tamtejszemu plebanowi Michałowi prawo dziesięciny w Dobrosołowie.
W końcu wieku XV władza archidiecezjalna wcieliła do parafii Dobrosołowo kościół parafialny w Nowej Wsi, przy którym ze względu na małe dochody pleban utrzymać się nie mógł. Dziś kościół ten nie istnieje.
Nowy kościół, w miejsce dawnego, zdezelowanego wybudowano pod kierownictwem plebana Andrzej Liszkowski w roku 1749. Kościół w ciągu 100 lat popadł w ruinę do tego stopnia, że w 1852 roku zaprzestano odprawiania nabożeństw. Dopiero dziedzic Adolf Jursz, nabywszy w roku 1861 dobra Dobrosołowo, zajął się restauracją kościoła, a po jej zakończeniu osadzono nowego plebana.
Drewniany kościół spłonął doszczętnie w roku 2001 podczas prowadzenia prac rekonstrukcyjno-konserwatorskich. Stopiły się nawet stare dzwony, a fundamenty zostały nadpalone. Był to kościół jednonawowy o konstrukcji zrębowej. Od zachodu do nawy przylegała wieża. Posiadał ołtarz główny, z elementami zdobnictwa renesansowego, z XVII wieku, na którym były umieszczone rzeźby św. Piotra i św. Pawła oraz obraz Matki Boskiej z Dzieciątkiem z początku XIX wieku. Ponadto znajdowały się w nim dwa ołtarze boczne, z obrazami św. Barbary i św. Jakuba, z około 1750 roku. Z XVIII w. pochodził również drewniany krucyfiks, osadzony na belce tęczowej, a z XVI wieku późnogotyckie rzeźby Matki Boskiej i św. Jana, kropielnica oraz drewniana rzeźba Chrystusa Frasobliwego. Z pożaru udało się uratować rzeźby św. Jana Chrzciciela i Matki Boskiej, stary krucyfiks, tabernakulum, wizerunki św. Barbary i św. Jakuba.
Wokół spalonego kościoła znajdowało się małe cmentarzysko, a pod samym kościołem krypta i (rzekomo) tunel łączący kościół z pałacem.
Nowy, murowany kościół konsekrował 17 października 2004 roku abp Henryk Muszyński.

### Ochotnicza Straż Pożarna w Dobrosołowie
W Dobrosołowie znajduje się założona w 1918 roku jednostka Ochotniczej Straży Pożarnej. Głównymi inicjatorami powstania OSP był niejaki Jabłoński oraz doktor Jan Nepomucen Godlewski, którzy w porozumieniu z innymi mieszkańcami Dobrosołowa postanowił założyć jednostkę OSP. W tym samym roku Wojciech Kłosowiak przekazał na rzecz powstałej instytucji grunt, na którym, w czynie społecznym, powstała remiza. Początkowo jednostka składała się z około 30 członków. W 1923 roku dla strażaków uszyto pierwsze jednolite mundury. Na początku lat 20 powstała orkiestra strażacka. Jej fundatorami byli: doktor Godlewski i ksiądz Trzask. OSP Dobrosołowo od samych początków swojej działalności brało udział w gaszeniu pożarów oraz w życiu kulturalnym najbliższej okolicy, organizując różnego rodzaju zabawy, loterie i festyny. Podczas II wojny światowej Niemcy pozbawili strażaków mundurów i instrumentów muzycznych, nie zawieszając jednak istnienia samej organizacji. Już 29 kwietnia 1945 roku odbyło się pierwsze powojenne zebranie strażackie, gdzie został wybrany nowy zarząd. W latach 1975–1983, w czynie społecznym, budowano nową remizę, którą oddano do użytku 10 lipca 1983 roku. W 1997 roku jednostka OSP Dobrosołowo została włączona do Krajowego Systemu Ratowniczo-Gaśniczego.